# Karina Borissowna Asnawurjan

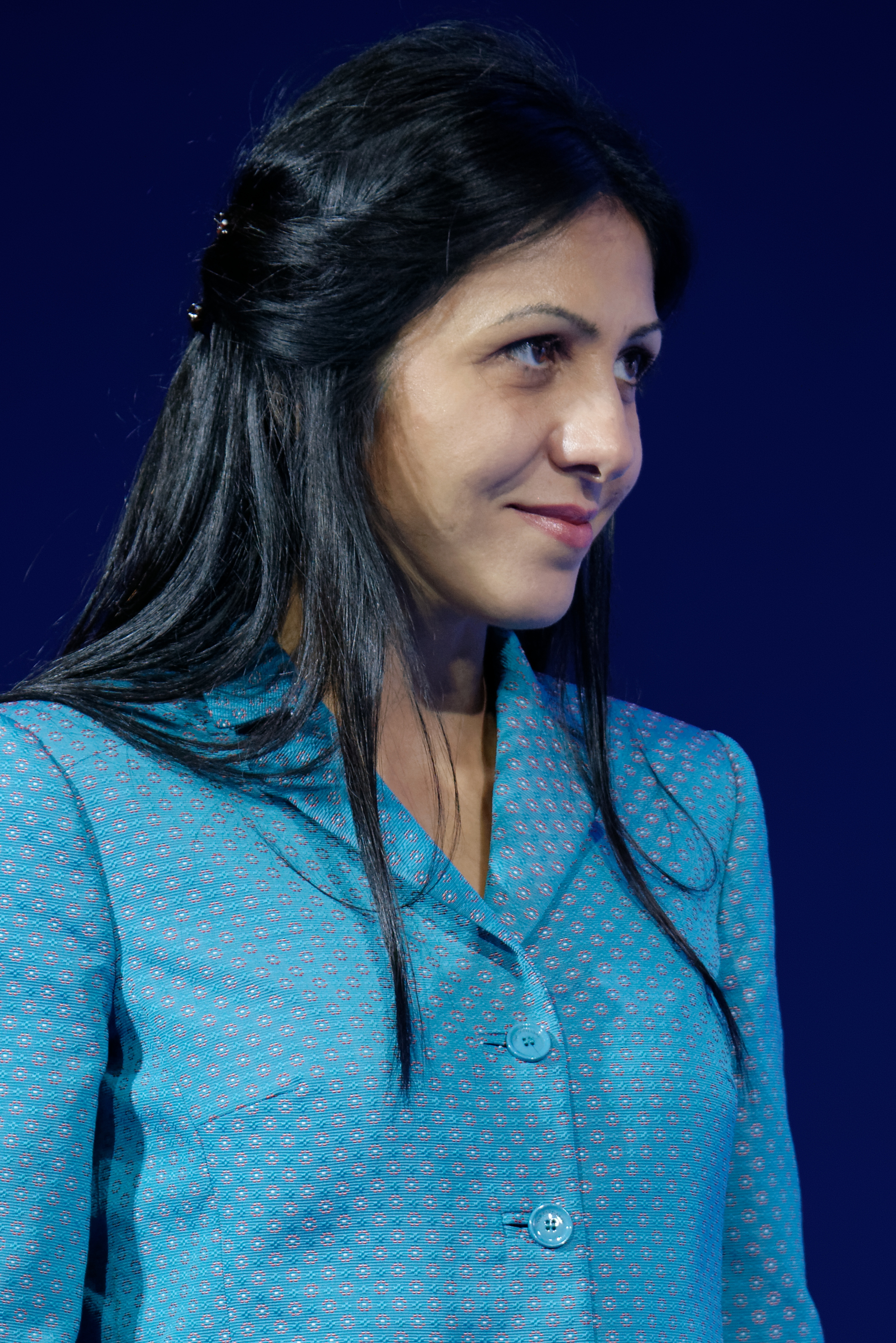
Karina Asnawurjan (2015)

Karina Borissowna Asnawurjan (russisch Карина Борисовна Азнавурян; * 20. September 1974 in Baku, Aserbaidschanische SSR) ist eine russische Degenfechterin, zweifache Olympiasiegerin und Weltmeisterin.

## Erfolge
Im Jahr 1996 nahm Karina Asnawurjan das erste Mal an den Olympischen Spielen in Atlanta teil und erreichte Bronze mit der russischen Degen-Mannschaft, im Einzel belegte sie den 20. Platz.
2000 trat sie erneut bei den Olympischen Spielen in Sydney an und gewann mit der Mannschaft, im Einzel wurde es der 28. Platz.
Bei den Fechteuropameisterschaften 2002 in Moskau erhielt sie Silber mit der Mannschaft,
2003 wurde sie in Havanna Mannschaftsweltmeisterin.
2004 gewann sie mit der russischen Mannschaft sowohl in Kopenhagen bei den Fechtweltmeisterschaften als auch bei den Olympischen Spielen in Athen die Goldmedaille.